# Alain Baroja
Alain Baroja Méndez (ur. 23 października 1989 w Caracas) – wenezuelski piłkarz pochodzenia hiszpańskiego występujący na pozycji bramkarza, reprezentant Wenezueli, od 2024 roku zawodnik boliwijskiego Always Ready.